# Gustav Fuchs (Verleger)

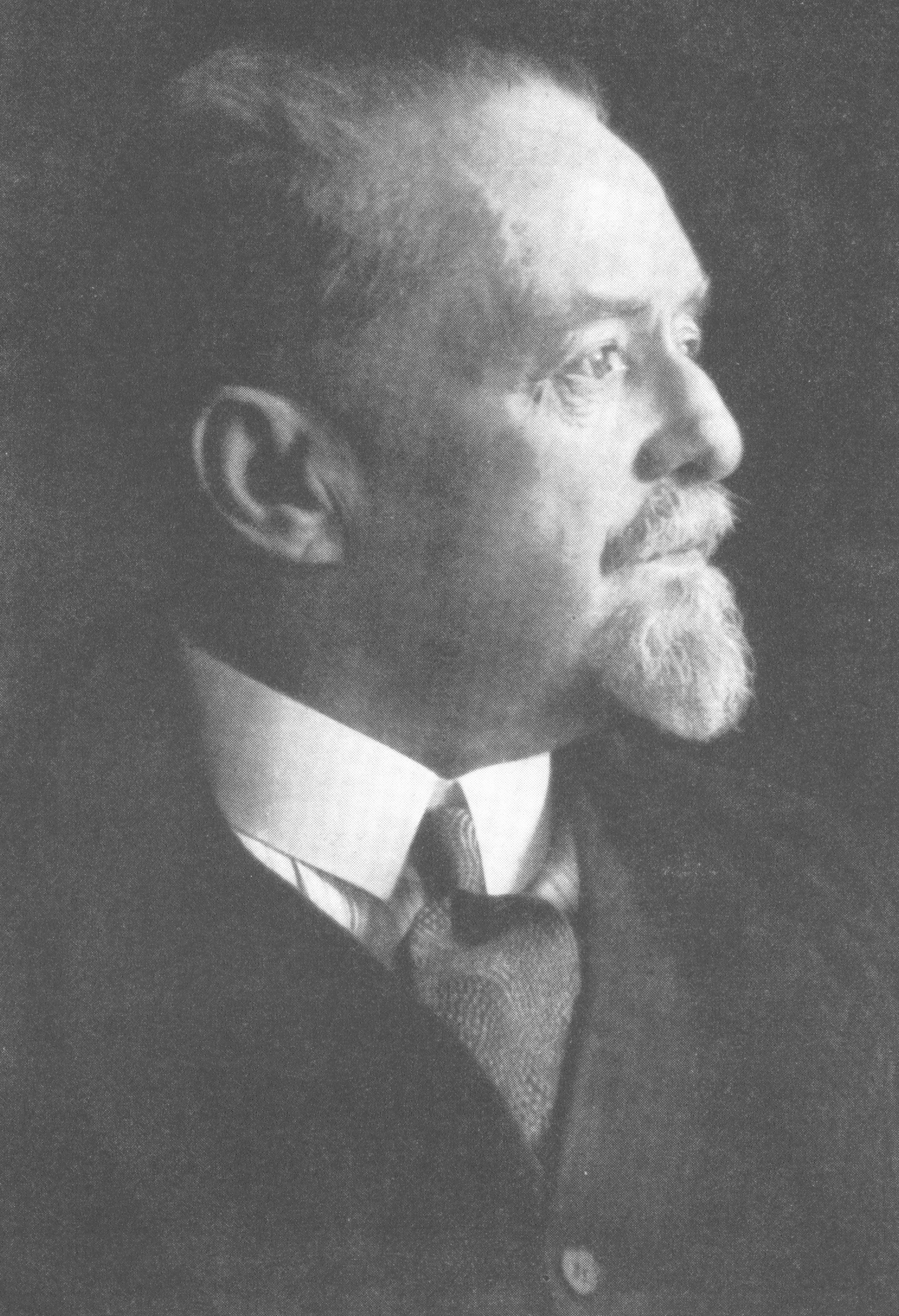
Gustav Fuchs

Gustav Adolf Fuchs (* 27. Juni 1857 in Heilbronn; † 9. März 1929 in Danzig) war ein deutscher Zeitungsverleger und Mitglied im Danziger Magistrat und später parlamentarischer Senator im Senat der Freien Stadt Danzig. 

## Leben
Gustav Fuchs war der älteste Sohn des Heilbronner Kaufmanns Gustav Fuchs († 1878), der 1864 eine Eisenwarenhandlung in der Heilbronner Kramstraße gegründet hatte. Gustav Fuchs machte eine Banklehre und studierte dann Nationalökonomie in Straßburg bei Gustav Schmoller. Nach dem frühen Tod des Vaters trat er gemeinsam mit seinem Bruder Albert als Prokurist in das von der Mutter Luise weitergeführte elterliche Geschäft ein. 1884 übernahm er mit seinem Bruder das Unternehmen. 1893 schied er aus dem Unternehmen aus und nahm verschiedene Tätigkeiten im Bereich des Zeitungswesens auf. Im Jahre 1894 gründete er in Danzig die Firma Fuchs & Cie. an der er Teilhaber war, und den Verlag, der die Zeitung Danziger Neueste Nachrichten herausgab.
1907 gründete Fuchs zusammen mit August Huck, der 1902 die Stettiner Neueste Nachrichten erworben hatte, und mit August Madsack in Stuttgart die Württemberger Zeitung, deren Verlag zwei Jahre später mit dem Verlag des Stuttgarter Neuen Tagblatts unter der Holding Stuttgarter Zeitungsverlag zusammengeführt wurde.
In Danzig wohnte er in der Breitgasse, wo sich auch der Verlag befand. Bis zu seinem Tode im Jahre 1929 führte er den Zeitungsverlag. Den Verlag und die Zeitung übernahm daraufhin sein Sohn Hans Fuchs. In Danzig gehörte er als Senator dem Magistrat an und führte dort das Dezernat für die Sparkasse. Für seine Verdienste um die drucktechnische Entwicklung des Zeitungswesens wurde ihm der Ehrentitel Dr.-Ing. ehrenhalber verliehen.
Gustav Fuchs war früh politisch engagiert und vertrat liberale Positionen. Bei der Reichstagswahl 1887 kandidierte er in Württemberg erfolglos für die Nationalliberale Partei. 1899 wurde er Stadtverordneter, später Mitglied des Magistrats. Nach der Abtrennung Danzigs vom Reich wurde er Staatsrat und war nach der Bildung der Freien Stadt Danzig 1920 bis 1924 parlamentarischer Senator. Er erwarb sich besondere Verdienste um das Theaterwesen, insbesondere um die Waldspiele im Gutenberghain bei Danzig.

## Ämter
- Vorsitzender des Vereins Westpreußischer Zeitungsverleger (bis zur Abtrennung Danzigs vom Deutschen Reich)
- Vorsitzender des Vereins der Zeitungsverleger im Gebiet der Freien Stadt Danzig

## Mitgliedschaften
- Verwaltungsrat der Danziger Privat-Actien-Bank
- Bankenbruder der St. Reinholds-Bank zu Danzig
- Hauptvorstand des Vereins Deutscher Zeitungsverleger
- Vorstand der Liga für den Völkerbund
- 1927–1929: Kaiser-Wilhelm-Gesellschaft[3]